# Вирівська сільська рада (Конотопський район)
Ви́рівська сільська́ ра́да — колишній орган місцевого самоврядування в Конотопському районі Сумської області. Адміністративний центр — село Вирівка.

## Загальні відомості
- Населення ради: 2 569 осіб (станом на 2001 рік)

## Населені пункти
Сільській раді були підпорядковані населені пункти:
- с. Вирівка
- с-ще Заводське
- с. Лисогубівка
- с-ще Питомник
- с. Сарнавщина
- с. Таранське

## Склад ради
Рада складалася з 16 депутатів та голови.
- Голова ради: Точиленко Ірина Віталіївна

### Керівний склад попередніх скликань
| Прізвище, ім'я, по батькові | Основні відомості                                                         | Дата обрання | Дата звільнення |
| --------------------------- | ------------------------------------------------------------------------- | ------------ | --------------- |
| Клінушин Микола Федорович   | Сільський голова, 1952 року народження, безпартійний                      | 26.03.2006   | 31.10.2010      |
| Клінушин Микола Федорович   | Сільський голова, 1952 року народження, освіта вища, член Партії регіонів | 31.10.2010   | 12.03.2014      |
| Точиленко Ірина Віталіївна  | Сільський голова, 1970 року народження, освіта вища, позапартійна         | 26.10.2014   |                 |

Примітка: таблиця складена за даними сайту Верховної Ради України